# Żarkowskij
Żarkowskij – osiedle typu miejskiego w Rosji, w obwodzie twerskim. Stolica rejonu żarkowskiego. W 2010 roku liczyło 4014 mieszkańców.

## Historia
Osiedle powstało wokół zbudowanej w 1930 roku stacji kolejowej Żarkowskij. Powstał tu ośrodek przemysłu drzewnego. Oparcie zatrudnienia ludności miasta o jedną gałąź gospodarki, po upadku Związku Sowieckiego spowodowało trudną sytuację społeczno-ekonomiczną, trwającą do dziś.